# Communauté de communes du Pays de Wissembourg
La Communauté de communes du Pays de Wissembourg est une des intercommunalités du département du Bas-Rhin et la région Grand Est.
Elle est l'une des intercommunalités qui composent le Pays de l'Alsace du Nord.

## Historique
La communauté de communes du Pays de Wissembourg a été créée par un arrêté préfectoral du 28 décembre 1994 qui a pris effet le 1er janvier 1995.
Depuis, plusieurs communes ont successivement intégré la communauté de communes :
- Drachenbronn-Birlenbach le 31 décembre 1998
- Ingolsheim le 28 décembre 1999
- Hunspach le 20 juillet 2000
- Schleithal le 14 décembre 2001

## Territoire communautaire

### Géographie
Le Pays de Wissembourg fait partie du parc naturel régional des Vosges du Nord.

### Composition
En 2022, la communauté de communes est composée des 12 communes suivantes :

| Nom                        | Code Insee | Gentilé         | Superficie (km2) | Population (dernière pop. légale) | Densité (hab./km2) |
| -------------------------- | ---------- | --------------- | ---------------- | --------------------------------- | ------------------ |
| Wissembourg (siège)        | 67544      | Wissembourgeois | 48,18            | 7 541 (2022)                      | 157                |
| Cleebourg                  | 67074      | Cleebourgeois   | 10,59            | 634 (2022)                        | 60                 |
| Climbach                   | 67075      | Climbachois     | 7,15             | 474 (2022)                        | 66                 |
| Drachenbronn-Birlenbach    | 67104      | Drachenbronnois | 7,13             | 586 (2022)                        | 82                 |
| Hunspach                   | 67213      | Hunspachois     | 5,49             | 625 (2022)                        | 114                |
| Ingolsheim                 | 67221      | Ingolsheimois   | 4,46             | 361 (2022)                        | 81                 |
| Oberhoffen-lès-Wissembourg | 67344      | Oberhoffeniens  | 3,03             | 312 (2022)                        | 103                |
| Riedseltz                  | 67400      | Riedseltzois    | 10,02            | 1 130 (2022)                      | 113                |
| Rott                       | 67416      | Rottois         | 3,24             | 467 (2022)                        | 144                |
| Schleithal                 | 67451      | Schleithalois   | 9,12             | 1 387 (2022)                      | 152                |
| Seebach                    | 67351      | Seebachois      | 17,11            | 1 620 (2022)                      | 95                 |
| Steinseltz                 | 67479      | Steinseltzois   | 5,47             | 612 (2022)                        | 112                |

### Établissements publics de coopération intercommunale limitrophes

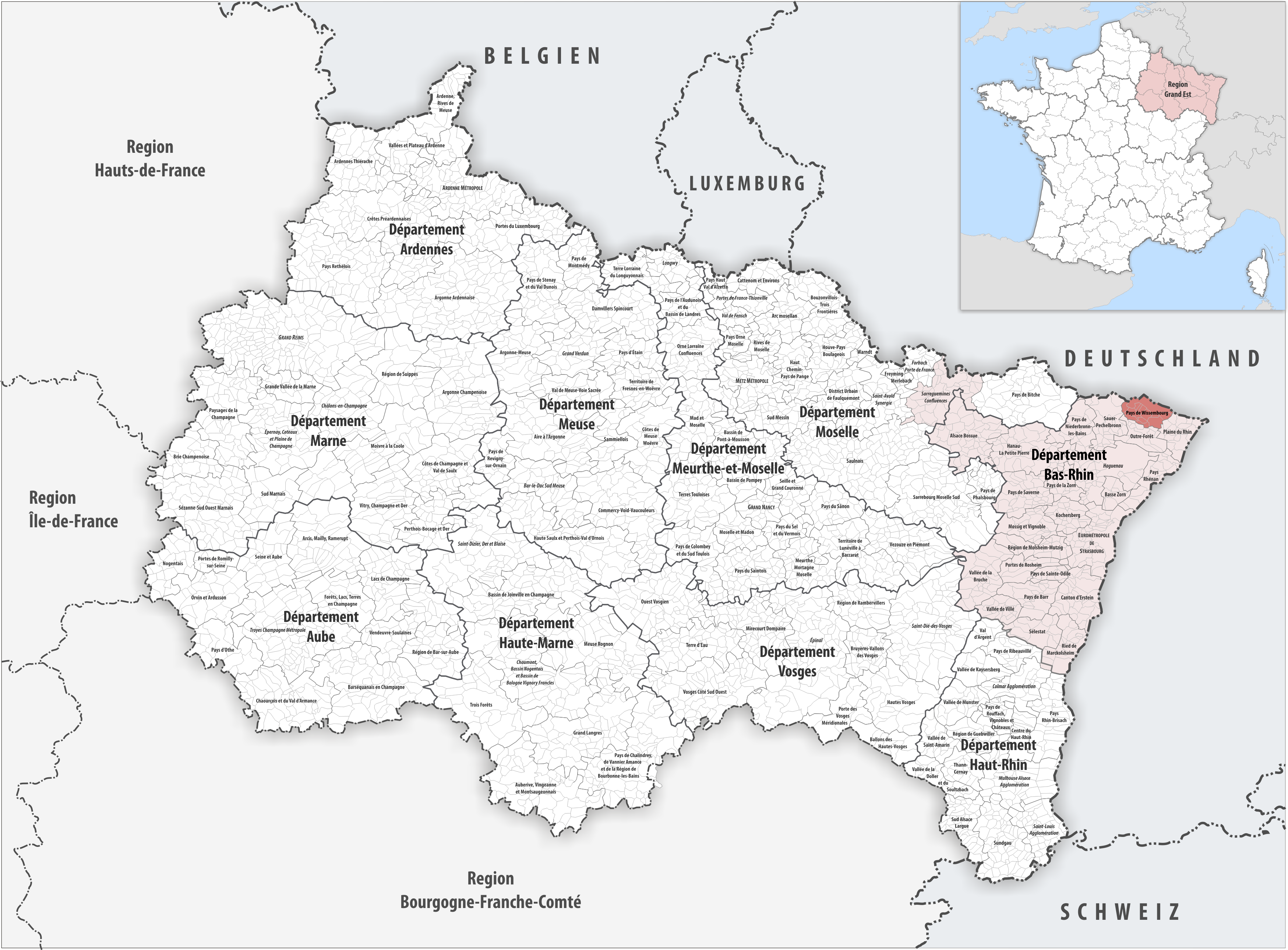

### Démographie
| 1968   | 1975   | 1982   | 1990   | 1999   | 2010   | 2015   | 2021   |
| ------ | ------ | ------ | ------ | ------ | ------ | ------ | ------ |
| 14 307 | 14 449 | 15 104 | 15 400 | 16 560 | 16 627 | 16 289 | 15 740 |

## Mobilités
La communauté de communes est devenue autorité organisatrice de la mobilité (AOM).
Elle est traversée par la ligne Strasbourg-Wissembourg (via Haguenau), qui se poursuit en Allemagne par la « pfälzische Maximiliansbahn ».

### Ferroviaire
La mise en place du réseau express métropolitain strasbourgeois devrait renforcer l'importance du hub haguenovien, mais risque de détériorer les dessertes entre Haguenau et Wissembourg.

### Impact énergétique et climatique

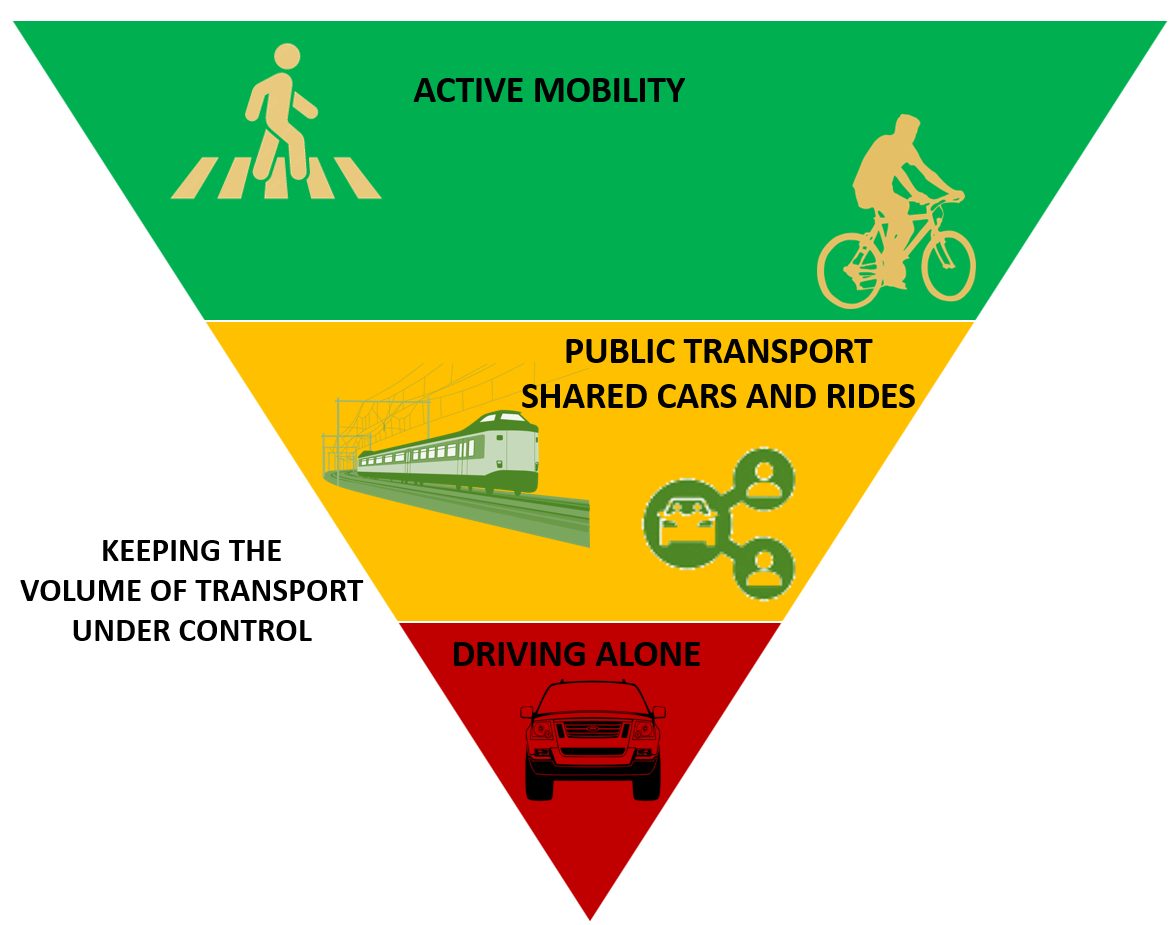
Pyramide de la mobilité, proposée par le projet européen Share North.

| -                              | Transports routiers | Autres transports |
| ------------------------------ | ------------------- | ----------------- |
| Carburant (GWh)                | 82                  | 1                 |
| Électricité (GWh)              | 0                   | 0                 |
| Gaz à effet de serre (ktéqCO2) | 20                  | 0                 |

## Énergie et climat
Dans le cadre du schéma régional d'aménagement, de développement durable et d'égalité des territoires (SRADDET) du Grand Est, ATMO Grand Est tient à jour les statistiques énergétiques  des établissements publics de coopération intercommunale de la collectivité européenne d'Alsace sous forme de diagramme de flux.
L'énergie finale annuelle, consommée en 2021, est exprimée en gigawatts-heures,.
| -                          | GWh |
| -------------------------- | --- |
| Électricité                | 104 |
| Carburants ou combustibles | 329 |
| Chaleur primaire           | 17  |

L'énergie produite en 2021 est également exprimée en gigawatts-heures.
| -                          | GWh |
| -------------------------- | --- |
| Électricité                | 6   |
| Carburants ou combustibles | 106 |
| Chaleur primaire           | 17  |

Les gaz à effet de serre sont exprimés en kilotonnes équivalent CO2.
| -                     | ktéqCO2 |
| --------------------- | ------- |
| Liées à l'énergie     | 68      |
| Non liées à l'énergie | 18      |

## Organisation

### Siège
La communauté de communes du Pays de Wissembourg a son siège à Wissembourg, 4, quai du 24 novembre.

### Élus
La communauté de communes est administrée par son conseil communautaire, composé de pour le mandat 2020-2026 de 36 conseillers municipaux représentant chacune des  communes membres et répartis de la manière suivante en fonction de leur population :

- 14 délégués pour Wissembourg ;

- 4 délégués pour Seebach ;

- 3 délégués pour  Schleithal  ;

- 2 délégués pour Cleebourg, Drachenbronn, Hunspach, Riedseltz et Steiseltz ;

- 1 délégué ou son suppléant pour les autres communes.
Au terme des élections municipales de 2020 dans le Bas-Rhin, le conseil communautaire renouvelé a réélu le 16 juillet 2020 son président, Serge Strappazon, maire de Cleebourg, et élu ses sept vice-présidents, qui sont : 
1. Sandra Fischer-Junck, maire de Wissembourg, chargée du pôle épanouissement de la personne ;
2. Stéphanie Kochert, maire de Climbach, chargée du tourisme et des circulations douces ;
3. Jean-Max Tyburn, maire-adjoint de Wissembourg, chargé de l’économie, du commerce de l’artisanat et des zones d’activités ;
4. Bertrand WAHL, maire de Hunspach, chargé de l’habitat, de l’urbanisme, du cadre de vie et du développement durable
5. René Richert,  maire de Riedseltz, chargé de la mutualisation et des relations transfrontalières ;
6. Michel Lom, maire de Seebach, chargé de la politique de l’eau, de l’assainissement, de la GEMAPI et des énergies renouvelables ;
7. Jean-Louis Pfeffer, maire-adjoint de Wissembourg, chargé de la politique de l’environnement, de la biodiversité et de la prise en compte de ces dimensions dans les actions communautaires.

### Liste des présidents
| Période                                  | Période                       | Identité         | Étiquette | Qualité                                                     |
| ---------------------------------------- | ----------------------------- | ---------------- | --------- | ----------------------------------------------------------- |
| Les données manquantes sont à compléter. |                               |                  |           |                                                             |
| 1995                                     | 2008                          | Joseph Richter   |           | Maire-adjoint de Wissembourg                                |
| 2008                                     | 2014                          | Victor Ringeisen |           | Maire de Riedseltz (1995 → 2014)                            |
| 2014                                     | En cours (au 27 février 2023) | Serge Strappazon | DVD       | Maire de Cleebourg (2008 → ) Réélu pour le mandat 2020-2026 |

### Compétences
L'intercommunalité exerce les compétences qui lui ont été transférées par les communes membres, dans les conditions déterminées par le code général des collectivités territoriales. Aux termes de ses statuts, il s'agit de : 
- Aménagement de l’espace pour la conduite d’actions d’intérêt communautaire : élaboration et mise en œuvre d’une charte de développement local, zone d’aménagement concertée d’intérêt communautaire.
- Développement économique : zones d'activité (constitution de réserves foncières, études de faisabilité et d’impact, aménagement, équipement, gestion et entretien des zones d’activités économiques avec instauration de la taxe professionnelle de zone, études préalables à l’OCM (opération collective de modernisation de l’artisanat, du commerce et des services) et au FISAC, études portant sur le commerce et l’artisanat, opération de rénovation du commerce et de l’artisanat, études de faisabilité et création et gestion d’une pépinière d’entreprises et/ou hôtel d’entreprises et/ou bâtiment relais, accueil, environnement, maintien, extension des entreprises industrielles, artisanales, de services et commerciales dans le cadre des zones d’activités économiques, mise en œuvre du contrat de revitalisation du site de la Défense
- Gestion des milieux aquatiques et prévention des inondations (GEMAPI);
- Aires d’accueil des gens du voyage ;
- Collecte et traitement des déchets des ménages et déchets assimilés.
- Protection et mise en valeur de l’environnement, le cas échéant dans le cadre de schémas départementaux et soutien aux actions de maîtrise de la demande d’énergie : sentiers pédestres (viticoles, arboricoles et forestiers), parcours historiques, patrimoniaux et naturels intra-muros et extra-muros sur le périmètre de la communauté de communes du Pays de Wissembourg, pistes cyclables hors agglomération assurant la liaison entre les communes ou vers les ZAE, participation à des opérations de promotion des pratiques de compostage, acquisitions de terrains, mesures de protection, travaux d’aménagement et d’entretien visant à la réduction des coulées d’eaux boueuses, développement de l’énergie éolienne
- Politique du logement et du cadre de vie : plan local de l’habitat, opération d’amélioration de l’habitat (OPAH), actions de préservation du patrimoine bâti ancien.
- Création, aménagement et entretien de la voirie : voiries de dessertes directes externes et des aménagements routiers connexes pour les zones d’activités économiques communautaires.
- Équipements culturels, sportifs et scolaires : contribution aux charges de fonctionnement de la piscine de Drachenbronn incombant aux communes de la communauté de communes du Pays de Wissembourg, membres du syndicatintercommunal pour la construction et la gestion de la piscine de Drachenbronn.
- Actions sociales d’intérêt communautaire : structures d’accueil de la petite enfance (haltes-garderies-crèches, ludothèques et Relais Petite Enfance), structures d’accueil périscolaire pour les enfants de 3 à 12 ans de la communauté, d’un terrain de football en gazon synthétique, actions d’animation en faveur de l’enfance et de la jeunesse. maintien à domicile de personnes âgées et de personnes à mobilité réduite, actions en faveur de la solidarité et des services à rendre à la population, structures favorisant l’accueil temporaire de jour de personnes âgées en conventionnement pour la gestion avec le Centre Hospitalier, soutien au service de portage de repas pour les personnes retraitées ou invalides habitant sur le territoire, soutien ponctuel à certaines associations ou institutions s’occupant de personnes âgées, Espace d’Accueil Senior et conventionnement avec d’autres structures comme le Centre Hospitalier, les maisons de retraite, des collectivités territoriales ou encore des communautés de communes.
- Acquisition d’une série d’œuvres littéraires de jeunesse mises à disposition de l’ensemble des écoles primaires de la Communauté de Communes du Pays de Wissembourg.
- Conventions pour la mise en place de structures de formation continue transfrontalière.
- Mutualisation de services et prestations de services avec les communes membres.
- Soutien des vergers écoles pour les plantations hautes tiges.
- Acquisition, entretien, gestion, prêt et formation des utilisateurs du matériel composant la « Banque de Matériels » (chapiteaux, podiums, nacelle, sono,…)
- Élaboration, numérisation et mise à jour des fonds de plans des communes membres de la communauté de communes, système d’information géographique
- Tourisme : réalisation de cartes, de dépliants, de brochures, participation à la réalisation de manifestations touristiques intercommunales, intercommunautaires et transfrontalières, aménagement, études et gestion du Fort de Schoenenbourg, Maison Ungerer,
- Développement des technologies de l’information et de la communication
- Coopération transfrontalière : Adhésion au groupement européen de coopération transfrontalière (CEGT) Eurodistrict Pamina
- Animation du service des sports : soutien à l’utilisation des équipements structurants du territoire pour les clubs de natation affiliés à la fédération française de natation ayant une dimension communautaire voire supra-communautaire. Soutien à l’organisation et à la participation de manifestations liées à la natation de compétition d’un niveau supracommunautaire.
- Organisation de la mobilité

### Régime fiscal et budget
La communauté de communes est un établissement public de coopération intercommunale à fiscalité propre.
Afin de financer l'exercice de ses compétences, la communauté de communes perçoit une fiscalité additionnelle aux impôts locaux des communes, avec fiscalité professionnelle de zone (FPZ ) et sans fiscalité professionnelle sur les éoliennes (FPE).

### Organismes de coopération
La communauté de communes, conjointement avec la communauté d'agglomération de Haguenau, les communautés de communes de l'Outre-Forêt, du Pays de Niederbronn-les-Bains, de la Basse-Zorn et Sauer-Pechelbronn, forme le pôle d'équilibre territorial et rural (PETR) de l'Alsace du Nord.

## Projets et réalisations
Conformément aux dispositions légales, une communauté de communes a pour objet d'associer des « communes au sein d'un espace de solidarité, en vue de l'élaboration d'un projet commun de développement et d'aménagement de l'espace ».

### Aménagement
Le mandat 2014-2020 a été marqué par la reconversion de l'ancienne base aérienne de Drachenbronn,.

### Développement économique
En 2014, l'intercommunalité dispose de trois zones d'activité : 
- la ZAE Sud, d’une superficie d’environ 13 ha : quatre entreprises, quatre commerçant-sartisans et un prestataire de service y sont alors installés, soit 300 emplois.

• La ZAE Sud Extension, d’une superficie d’environ 17 ha : sept entreprises y sont alors implantées,  et des terrains restaient disponibles.
• La ZAE Est, d’une superficie d’environ {{[Unité|5|ha}}, alors en cours de commercialisation.

### Tourisme
L'intercommunalité participe à l'office du tourisme intercommunal de l'Alsace verte, créé le 1er janvier 2020 et qui regroupe également les intercommunalités du Pays de Niederbronn-les-Bains, de Sauer-Pechelbronn, de l’Outre-Forêt et d’Hunspach.